# 奧瓦魯
奧瓦魯（Owelu）是一個在奈及利亞伊莫州東南部的一個村，位於奧韋里東北方。西臨歐吉（Orji），東臨歐畢洛古姆畢埃里。